# Ladislau Lovrenschi
Ladislau Lovrenschi, född den 21 juni 1932 i Timişoara i Rumänien, död 2011, var en rumänsk roddare.
Han tog OS-silver i fyra med styrman i samband med de olympiska roddtävlingarna 1988 i Seoul.